# Kuželíkové ložisko

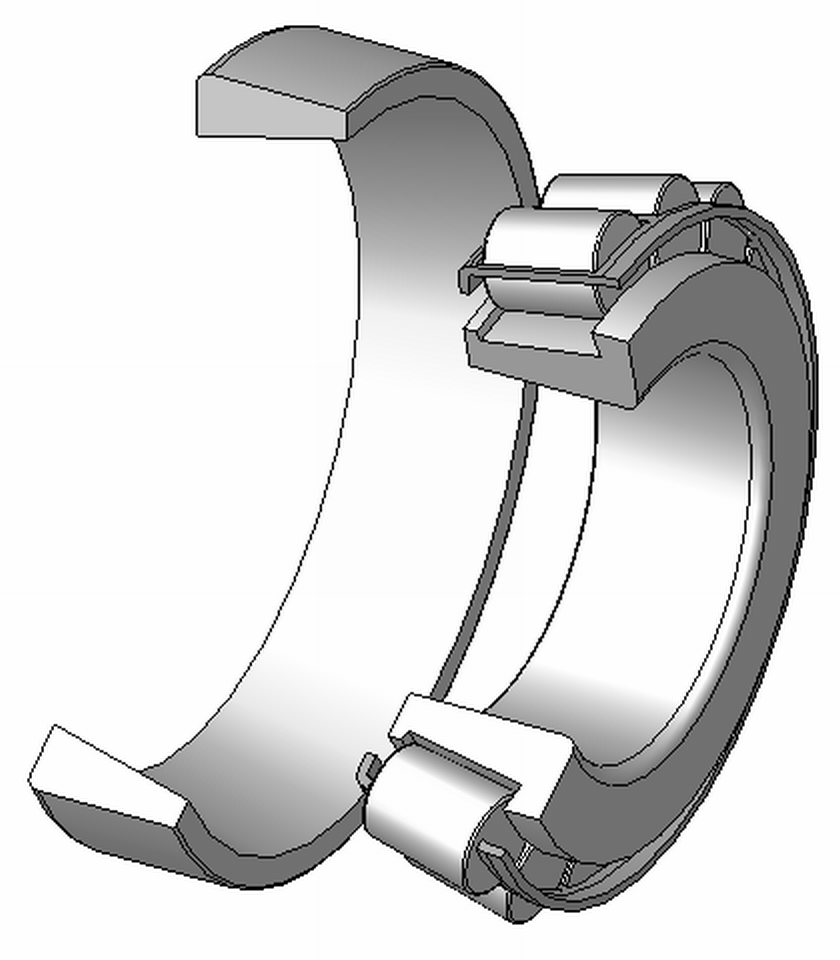
Kuželíkové ložisko

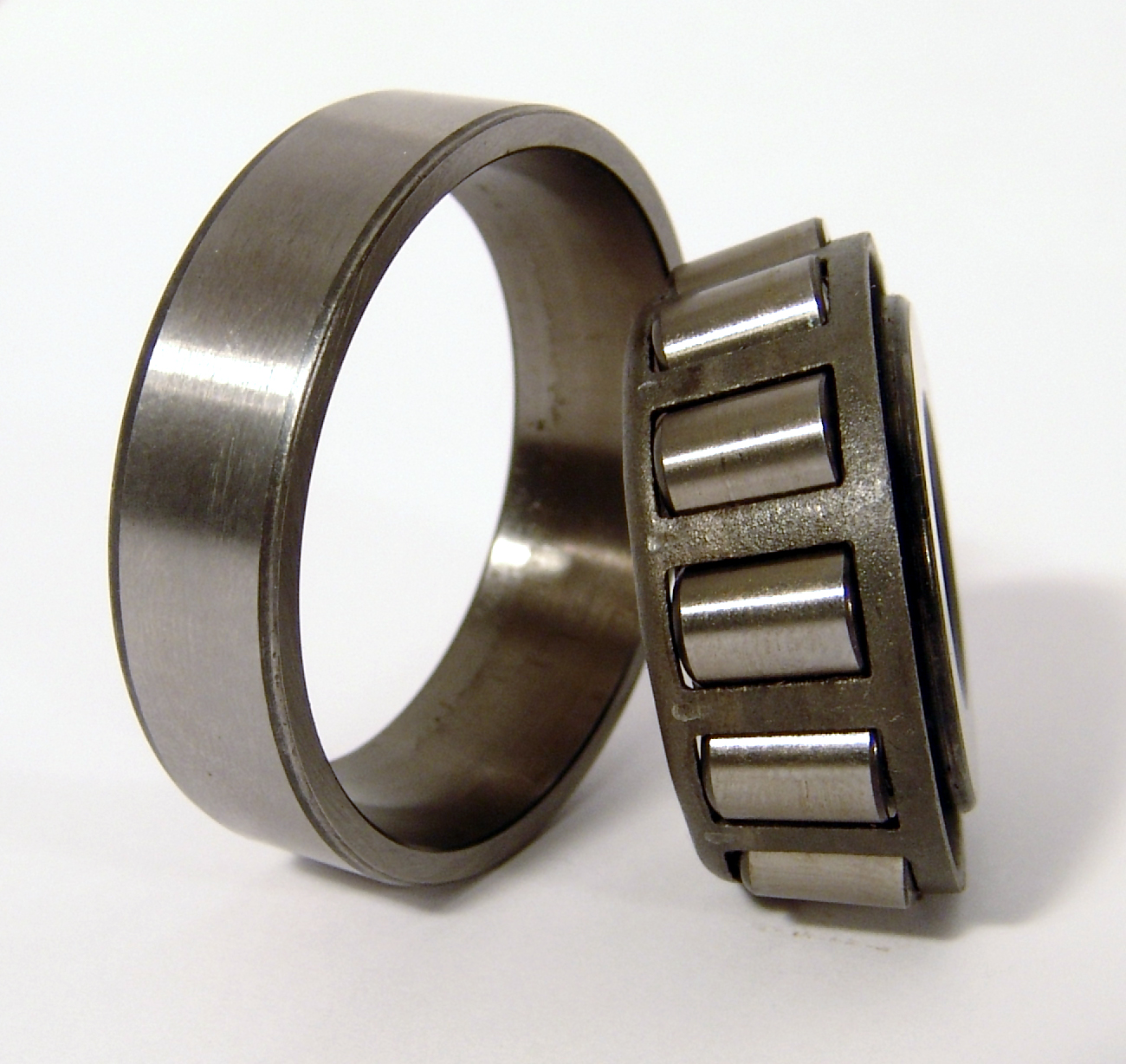
Kuželíkové ložisko Steyr

Kuželíkové ložisko je speciální druh ložiska, strojní součástka umožňující přenášet veliké axiální i radiální síly. Kuželíkové ložisko je náročné na výrobu a montáž.

## Díly ložiska
Kuželíkové ložisko se, jako každé valivé ložisko, principiálně skládá z:
- Vnitřního kroužku, který se zpravidla nasazuje na hřídel.
- Valivých elementů - V tomto případě komolých kuželů, zvané kuželíky.
- Klece, jejímž úkolem je držet kuželíky od sebe a zabránit jejich vzájemnému tření.
- Vnějšího kroužku, který se zpravidla vsouvá do skříně převodovky.

Oběžné dráhy na vnitřním i vnějším kroužku mají rovněž kuželovou plochu. V případě kuželíkového ložiska drží valivé elementy pomocí klece na vnitřním kroužku, zatímco vnější kroužek je oddělitelný.

## Výhody kuželíkových ložisek
- Schopnost přenášet veliké radiální i axiální síly.

- Pokud se kuželíková ložiska (např. u náboje kola) provozem opotřebí, vznikne vůle, a kolo má výkyv. Pak se vyjme závlačka z hřídele, a korunková matice se o jeden nebo dva zuby přitáhne. Tím ložiska vjedou do sebe, a vůle zmizí. Výhodou je možnost seřizování této vůle.

## Nevýhody kuželíkových ložisek
- Neexistence utěsněných variant.
- Nutnost dodržení speciálního montážního postupu.

## Uspořádání ložisek na hřídeli
Kuželíková ložiska se používají zásadně ve dvojici, tzn. obě ložiska, jimiž je hřídel uchycen, musí být kuželíková. Tato dvojice může být uspořádána do O nebo do X. Zda jsou ložiska uspořádána do X nebo do O se pozná z toho, zda pomyslné normály k valivým elementům tvoří písmeno X či O.

Uspořádání kuželíkových ložisek do X, předpětí vyvozeno podložkami pod levým ložiskem.
Uspořádání kuželíkových ložisek do O, předpětí vyvozeno stažením maticí vedle levého ložiska.

## Montáž kuželíkových ložisek

### Předpětí a jeho důvod

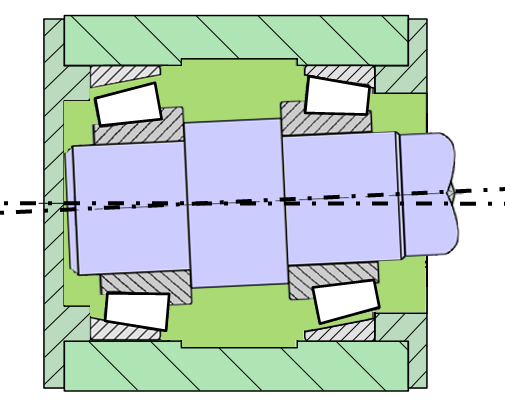
Špatně uložený hřídel-bez předpětí

Každý hřídel, uložený v kuželíkových ložiscích je nutno samostatně předepínat. Toho se dosahuje:
- Utažením maticí.
- Podložkami pod vnějším kroužkem jednoho z ložisek.

Kdybychom totiž hřídel nepředepjali, mohlo by dojít ke stavu znázorněném na obrázku, kdy by vnější kroužky od sebe byly příliš daleko a hřídel by se v nich mohla pohybovat, což by mělo katastrofální vliv na:
- Životnost ložisek.
- Životnost ozubených kol na hřídeli.
- Hlučnost zařízení.

### Důvod požadovaného předpětí
Abychom dosáhli správné funkce hřídele uloženého v kuželíkových ložiscích a zamezili tak stavu popsanému v předchozím odstavci, je potřeba docílit jistého, avšak malého "zmáčknutí" hřídele a obou ložisek. Tomu se říká předpětí.

### Požadovaná přesnost

Uspořádání kuželíkových ložisek do X, předpětí vyvozeno podložkami pod levým ložiskem.

Ve strojírenské praxi se ekonomicky dosažitelná tolerance pohybuje okolo 0,05 mm. I kdybychom se zamýšleli jen nad zjednodušeným příkladem z obrázku, pak na míru nežádoucí vůle má vliv:
- Skutečná délka hřídele mezi ložisky
- Skutečná poloha vnějšího kroužku ložiska 2×. (V obou skříních)

Snadno vidíme, že v případě masové výroby už takto bude náhodně vybraný hřídel v náhodně vybraných skříních plavat v toleranci 3 × 0,05 = 0,15 mm, přičemž tolerance požadovaná k docílení požadované přesnosti předpětí se pohybuje ve zlomku této hodnoty.

### Dosažení požadovaného předpětí-individuální montáž každého hřídele
Pokud chceme tedy dosáhnout správného předpětí, v praxi musíme každý hřídel montovat samostatně. Např. v případě uspořádání do X (viz obr.) se musí samostatně, u každého montovaného kusu převodovky, samostatně změřit skutečná poloha vnějšího kroužku obou ložisek (zpravidla změřením hloubky obou vývrtů pro vnější kroužky v obou skříních) a skutečná délka hřídele mezi vnějšími kroužky. Všechny tyto hodnoty se musí odečíst s přesností 0,01 mm.
Z těchto hodnot se u každého montovaného kusu musí samostatně spočítat požadovaná tloušťka podložky, která po montáži vyvodí požadované předpětí, což může být např. 0,27 mm. Kvalifikovaný montér má k dispozici podložky o tloušťkách 0,1; 0,05; 0,02 mm. Vybere tedy podložky 2 × 0,1 + 1 × 0,05 + 1 × 0,02 = 0,27 a vsune je pod vnější kroužek levého ložiska.

### Kontrola dosaženého předpětí
Zpravidla je nutno smontovanou převodovku zkontrolovat. To se obvykle děje pomocí kontroly ztrátového momentu-hřídel smontované převodovky se protáčí a podle toho, zda jím lze otáčet příliš snadno nebo příliš ztuha, se usuzuje, zda je hřídel správně "zmáčknut".

### Ekonomická stránka masové montáže kuželíkových ložisek
V případě masové montáže kuželíkových ložisek, jako např. v automobilovém průmyslu, kdy výrobce musí produkovat stovky nebo tisíce převodovek za den a na montáž jedné převodovky tak zbývají minuty či dokonce jen desítky sekund, se popsaný postup stává neúnosnou zátěží. Proto se výrobci masově vyráběných převodovek snaží vyhýbat použití kuželíkových ložisek.

## Mazání kuželíkových ložisek
Jako všechna valivá ložiska, pro jejich provoz je nutné je mazat. V převodovkách se toto provádí olejem.

## Životnost ložisek
Životnost každého ložiska je omezená. Je úkolem konstruktéra vybrat takové ložisko, které vydrží požadovanou zátěž po požadovanou dobu životnosti zařízení. Ložisko na konci své životnosti se často prozrazuje hučením.

## Axiální kuželíková ložiska
Axiální kuželíkové ložisko je zvláštní, zcela odlišný, druh kuželíkového ložiska, jehož úkolem je přenášet axiální síly.